# Carole Karemera
Carole Umulinga Karemera (Brussel, 1975) is een Rwandese actrice, danseres, saxofoniste en toneelschrijfster.

## Biografie

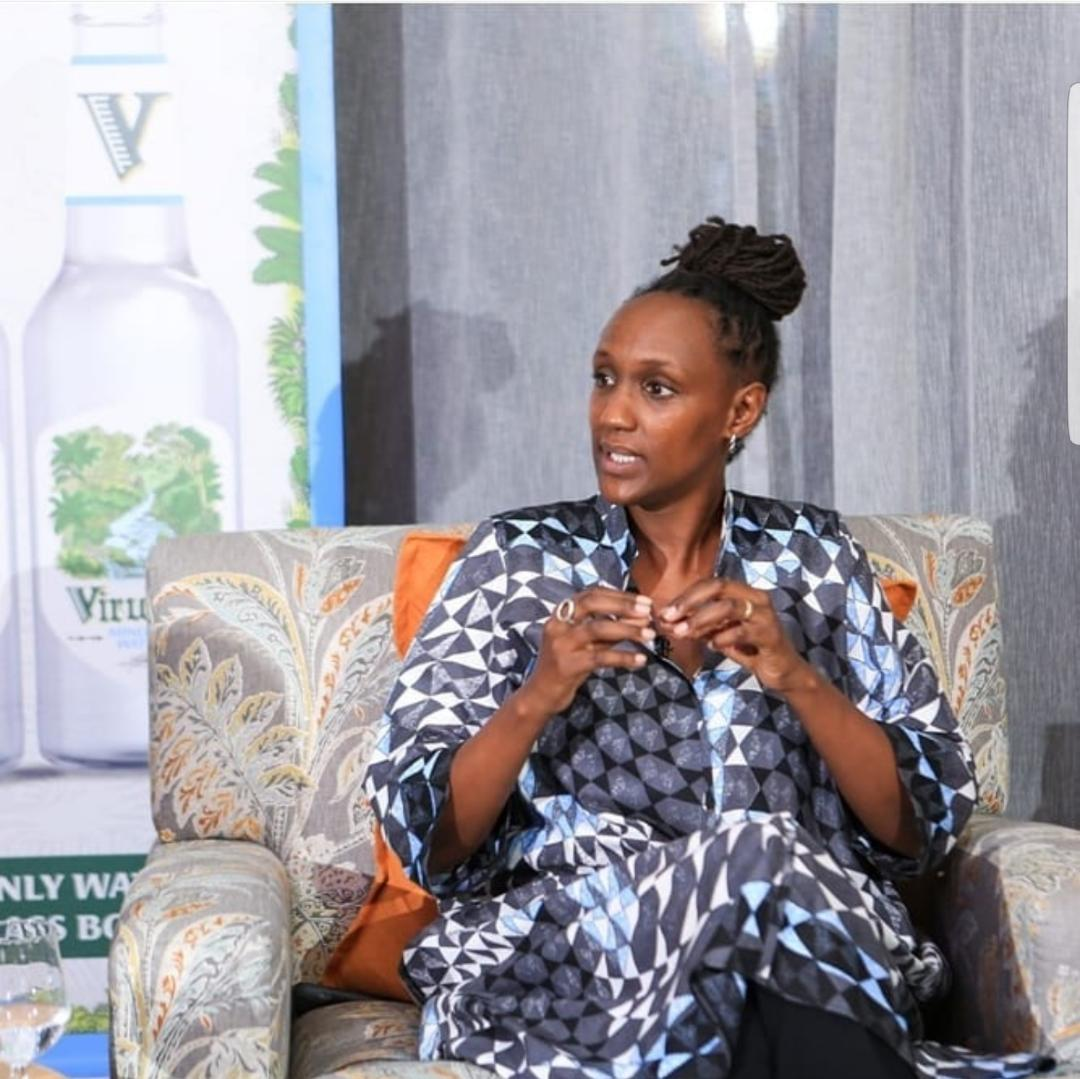
Carole Karemera (2021)

Ze werd in 1975 geboren in Brussel als dochter van Rwandese ballingen. Als kind blonk Karemara uit in wiskunde en droomde ze ervan een bakkerij te openen. Karemera studeerde aan het Nationaal Conservatorium voor Theater en Dans in Brussel. In 1994 keerde haar vader, een journalist, terug naar België als gevolg van de Rwandese Genocide. Karemera ontdekte Rwanda voor het eerst op een motor in 1996. Ze speelde in verschillende toneelstukken, zoals The Trojan Women van Euripides, The Ghost Woman van Kay Adshead en Anathema, voordat ze haar filmcarrière begon. Tussen 2000 en 2004 speelde ze de hoofdrol in Rwanda 94. Haar oom, Jean-Marie Muyango, componeerde de muziek voor de show.
In 2005 speelde Karemara de rol van Jeanne in Raoul Peck's film Sometimes in April, over de Rwandese genocide. In datzelfde jaar besloot ze zich in Kigali te vestigen. Daar kwam ze in contact met culturele projecten, waaronder het opvoeren van interactieve toneelstukken in bars en in de straten van Rwandese steden, om een gemeenschappelijke geschiedenis te creëren. Samen met Cécilia Kankonda richtte ze een "geluidskathedraal" op met opnames van herinneringen waarin deelnemers hun herinneringen aan Rwanda van voor 1994 konden vertellen. In 2006 richtte Karemara samen met zeven andere vrouwen het Ishyo Arts Center op in Kigali om cultuur te ondersteunen in de hoofdstad, die tot dan toe geen theater had.
Karemara speelde de hoofdrol van Beatrice in de film Juju Factory uit 2007. Ze schreef het toneelstuk "Chez l'habitant", over de ervaringen van vrouwen in Brussel, Kigali en Sevran. Ze speelde in 2016 in Peter Brook's toneelstuk Battlefield, gebaseerd op De Mahabharata.

### Functies
Karemara was adjunct-secretaris-generaal van Arterial Network, evenals de vertegenwoordiger van Arterial Network in Rwanda. Ze is oprichter en algemeen directeur van het Ishyo Arts Center.

## Filmografie
- 2005: Sometimes in April als Jeanne
- 2006: Sounds of Sand als Mouna
- 2007: Juju Factory als Béatrice
- 2008: Black als Pamela

## Prijzen
Ze ontving de prijs voor Beste Actrice op het Festival Cinema Africano in Italië. In 2018 ontving ze een prijs op de Les Journées théâtrales de Carthage, ter ere van haar werk in het theater in Rwanda.
- Bibliothèque nationale de France: cb14685423c (data)
- Gemeinsame Normdatei: 1066224420
- International Standard Name Identifier: 0000 0000 0199 2305
- Library of Congress Control Number: no2016058436
- Nederlandse Thesaurus van Auteursnamen: 353299774
- Système universitaire de documentation: 07413423X
- Virtual International Authority File: 265047138
- WorldCat: E39PBJbRjhrqqj7KTf6WJc8V4q